# Taça de Portugal de Basquetebol de 2017/2018
A edição da Taça de Portugal de Basquetebol referente à época de 2017/2018 decorreu entre 3 de Outubro de 2017 - 1ª Eliminatória - e 18 de Março de  2018, data em que se disputou a final a qual teve lugar no Pavilhão Desportivo Universitário Minho Gualtar, Braga, O Illiabum Clube conquistou à sua 1ª Taça de Portugal de Basquetebol.

## 8 Avos de Final
|  | Oitavas de final       | Oitavas de final       |                        |     | Quartas de final | Quartas de final |  |  | Semifinais | Semifinais |  |  | Final | Final |
|  |                        |                        |                        |     |                  |                  |  |  |            |            |  |  |       |       |
|  | 21 Janeiro             |                        |                        |     |                  |                  |  |  |            |            |  |  |       |       |
|  |                        |                        |                        |     |                  |                  |  |  |            |            |  |  |       |       |
|  | Eléctrico FC-Tekever   | 90                     |                        |     |                  |                  |  |  |            |            |  |  |       |       |
|  | Eléctrico FC-Tekever   | 90                     | 15 Março               |     |                  |                  |  |  |            |            |  |  |       |       |
|  | Imortal/AlgarExperienc | 62                     |                        |     |                  |                  |  |  |            |            |  |  |       |       |
|  | Imortal/AlgarExperienc | 62                     | Eléctrico FC-Tekever   | 81  |                  |                  |  |  |            |            |  |  |       |       |
|  | 21 Janeiro             |                        | Eléctrico FC-Tekever   | 81  |                  |                  |  |  |            |            |  |  |       |       |
|  |                        | Galitos BARREIRO       | 86                     |     |                  |                  |  |  |            |            |  |  |       |       |
|  | ADS/World Pack         | Galitos BARREIRO       | 86                     | 51  |                  |                  |  |  |            |            |  |  |       |       |
|  | ADS/World Pack         |                        | 17 Março               | 51  |                  |                  |  |  |            |            |  |  |       |       |
|  | Galitos BARREIRO       | 68                     |                        |     |                  |                  |  |  |            |            |  |  |       |       |
|  | Galitos BARREIRO       | 68                     | Illiabum Clube (a.p.)  | 100 |                  |                  |  |  |            |            |  |  |       |       |
|  | 21 Janeiro             |                        | Illiabum Clube (a.p.)  | 100 |                  |                  |  |  |            |            |  |  |       |       |
|  |                        | Galitos BARREIRO       | 93                     |     |                  |                  |  |  |            |            |  |  |       |       |
|  | Ovarense Dolce Vita    | Galitos BARREIRO       | 93                     | 67  |                  |                  |  |  |            |            |  |  |       |       |
|  | Ovarense Dolce Vita    | 15 Março               |                        | 67  |                  |                  |  |  |            |            |  |  |       |       |
|  | CAB Madeira SAD        | 70                     |                        |     |                  |                  |  |  |            |            |  |  |       |       |
|  | CAB Madeira SAD        | 70                     | CAB Madeira SAD        | 72  |                  |                  |  |  |            |            |  |  |       |       |
|  | 21 Janeiro             |                        | CAB Madeira SAD        | 72  |                  |                  |  |  |            |            |  |  |       |       |
|  |                        | Illiabum Clube         | 89                     |     |                  |                  |  |  |            |            |  |  |       |       |
|  | Illiabum Clube         | Illiabum Clube         | 89                     | 111 |                  |                  |  |  |            |            |  |  |       |       |
|  | Illiabum Clube         |                        | 18 Março               | 111 |                  |                  |  |  |            |            |  |  |       |       |
|  | UD Oliveirense         | 107                    |                        |     |                  |                  |  |  |            |            |  |  |       |       |
|  | UD Oliveirense         | 107                    | Illiabum Clube         | 91  |                  |                  |  |  |            |            |  |  |       |       |
|  | 21 Janeiro             |                        | Illiabum Clube         | 91  |                  |                  |  |  |            |            |  |  |       |       |
|  |                        | Sport Lisboa e Benfica | 83                     |     |                  |                  |  |  |            |            |  |  |       |       |
|  | Sport Lisboa e Benfica | Sport Lisboa e Benfica | 83                     | 99  |                  |                  |  |  |            |            |  |  |       |       |
|  | Sport Lisboa e Benfica | 16 Março               |                        | 99  |                  |                  |  |  |            |            |  |  |       |       |
|  | Barreirense Dif Broker | 59                     |                        |     |                  |                  |  |  |            |            |  |  |       |       |
|  | Barreirense Dif Broker | 59                     | Sport Lisboa e Benfica | 99  |                  |                  |  |  |            |            |  |  |       |       |
|  | 21 Janeiro             |                        | Sport Lisboa e Benfica | 99  |                  |                  |  |  |            |            |  |  |       |       |
|  |                        | FC Porto               | 95                     |     |                  |                  |  |  |            |            |  |  |       |       |
|  | FC Porto               | FC Porto               | 95                     | 107 |                  |                  |  |  |            |            |  |  |       |       |
|  | FC Porto               |                        | 17 Março               | 107 |                  |                  |  |  |            |            |  |  |       |       |
|  | S.C. Lusitânia         | 70                     |                        |     |                  |                  |  |  |            |            |  |  |       |       |
|  | S.C. Lusitânia         | 70                     | Terceira Basket Club   | 71  |                  |                  |  |  |            |            |  |  |       |       |
|  | 21 Janeiro             |                        | Terceira Basket Club   | 71  |                  |                  |  |  |            |            |  |  |       |       |
|  |                        | Sport Lisboa e Benfica | 116                    |     |                  |                  |  |  |            |            |  |  |       |       |
|  | Esgueira/OLI           | Sport Lisboa e Benfica | 116                    | 78  |                  |                  |  |  |            |            |  |  |       |       |
|  | Esgueira/OLI           | 16 Março               |                        | 78  |                  |                  |  |  |            |            |  |  |       |       |
|  | Maia Basket Clube      | 72                     |                        |     |                  |                  |  |  |            |            |  |  |       |       |
|  | Maia Basket Clube      | 72                     | Esgueira/OLI           | 78  |                  |                  |  |  |            |            |  |  |       |       |
|  | 21 Janeiro             |                        | Esgueira/OLI           | 78  |                  |                  |  |  |            |            |  |  |       |       |
|  |                        | Terceira Basket Club   | 93                     |     |                  |                  |  |  |            |            |  |  |       |       |
|  | Vitória SC-Guimarães   | Terceira Basket Club   | 93                     | 89  |                  |                  |  |  |            |            |  |  |       |       |
|  | Vitória SC-Guimarães   |                        |                        | 89  |                  |                  |  |  |            |            |  |  |       |       |
|  | Terceira Basket Club   | 96                     |                        |     |                  |                  |  |  |            |            |  |  |       |       |
|  | Terceira Basket Club   | 96                     |                        |     |                  |                  |  |  |            |            |  |  |       |       |

A Partir dos quartos de final todos os jogos foram disputados no Pavilhão Desportivo Universitário Minho Gualtar, Braga

### II Fase - 2.ª Eliminatória
| II Fase - 2.ª Eliminatória             | II Fase - 2.ª Eliminatória | II Fase - 2.ª Eliminatória | II Fase - 2.ª Eliminatória                 | II Fase - 2.ª Eliminatória |
| -------------------------------------- | -------------------------- | -------------------------- | ------------------------------------------ | -------------------------- |
| SC Braga – Esgueira/OLI                | 68 – 75                    |                            | AD Sanjoanense/World Pack – A.C. Moscavide | 66 –37                     |
| Os Belenenses – Imortal/AlgarExperienc | 58 – 66                    |                            | Sampaense Basket – Maia Basket Clube       | 58 – 61                    |

### II Fase - 1.ª Eliminatória
| II Fase - 1.ª Eliminatória               | II Fase - 1.ª Eliminatória | II Fase - 1.ª Eliminatória | II Fase - 1.ª Eliminatória            | II Fase - 1.ª Eliminatória |
| ---------------------------------------- | -------------------------- | -------------------------- | ------------------------------------- | -------------------------- |
| Angrabasket – A.C.Moscavide              | 70 – 71                    |                            | SC Vasco da Gama – Maia Basket Clube  | 56 – 81                    |
| SC Braga – Casino Ginásio                | 82 – 67                    |                            | Académico FC – Os Belenenses          | 56 – 67                    |
| ADS/World Pack – Estoril B.C.            | 69 – 52                    |                            | Académica / Efapel – Esgueira/OLI     | 80 – 82                    |
| Beira Mar/AAUAv – Imortal/AlgarExperienc | 72 – 83                    |                            | Academia do Lumiar – Sampaense Basket | 75 – 80                    |

### 5.ª Eliminatória - Zona Norte
| 5.ª Eliminatória - Zona Norte | 5.ª Eliminatória - Zona Norte | 5.ª Eliminatória - Zona Norte | 5.ª Eliminatória - Zona Norte | 5.ª Eliminatória - Zona Norte |
| ----------------------------- | ----------------------------- | ----------------------------- | ----------------------------- | ----------------------------- |
| SC Braga – FC Gaia            | 93 – 57                       |                               | –                             | –                             |

### 4.ª Eliminatória - Zona Sul
| 4.ª Eliminatória - Zona Sul    | 4.ª Eliminatória - Zona Sul | 4.ª Eliminatória - Zona Sul | 4.ª Eliminatória - Zona Sul | 4.ª Eliminatória - Zona Sul |
| ------------------------------ | --------------------------- | --------------------------- | --------------------------- | --------------------------- |
| Academia do Lumiar – NB Queluz | 69 – 55                     |                             | –                           | –                           |

### 4.ª Eliminatória - Zona Norte
| 4.ª Eliminatória - Zona Norte | 4.ª Eliminatória - Zona Norte | 4.ª Eliminatória - Zona Norte | 4.ª Eliminatória - Zona Norte | 4.ª Eliminatória - Zona Norte |
| ----------------------------- | ----------------------------- | ----------------------------- | ----------------------------- | ----------------------------- |
| GRI Brandoense – SC Braga     | 60 – 78                       |                               | –                             | –                             |

### 3.ª Eliminatória - Zona Sul Série A e B
| 3.ª Eliminatória - Zona Sul Série A e B | 3.ª Eliminatória - Zona Sul Série A e B | 3.ª Eliminatória - Zona Sul Série A e B | 3.ª Eliminatória - Zona Sul Série A e B | 3.ª Eliminatória - Zona Sul Série A e B |
| --------------------------------------- | --------------------------------------- | --------------------------------------- | --------------------------------------- | --------------------------------------- |
| NB Queluz – S.C. Marinhense             | 99 – 35                                 |                                         | –                                       | –                                       |

### 3.ª Eliminatória - Zona Sul Série C e D
| 3.ª Eliminatória - Zona Sul Série C e D  | 3.ª Eliminatória - Zona Sul Série C e D | 3.ª Eliminatória - Zona Sul Série C e D | 3.ª Eliminatória - Zona Sul Série C e D | 3.ª Eliminatória - Zona Sul Série C e D |
| ---------------------------------------- | --------------------------------------- | --------------------------------------- | --------------------------------------- | --------------------------------------- |
| Academia do Lumiar – Basket Almada Clube | 97 – 65                                 |                                         | –                                       | –                                       |

### 3.ª Eliminatória - Zona Norte Série A
| 3.ª Eliminatória - Zona Norte Série A | 3.ª Eliminatória - Zona Norte Série A | 3.ª Eliminatória - Zona Norte Série A | 3.ª Eliminatória - Zona Norte Série A | 3.ª Eliminatória - Zona Norte Série A |
| ------------------------------------- | ------------------------------------- | ------------------------------------- | ------------------------------------- | ------------------------------------- |
| FAC / Crédito Agrícola – SC Braga     | 52 – 56                               |                                       | –                                     | –                                     |

### 3.ª Eliminatória - Zona Norte Série B
| 3ª Eliminatória A/B/C | 3ª Eliminatória A/B/C | 3ª Eliminatória A/B/C | 3ª Eliminatória A/B/C | 3ª Eliminatória A/B/C |
| --------------------- | --------------------- | --------------------- | --------------------- | --------------------- |
| GDB Leça – FC Gaia    | 56 – 65               |                       | –                     | –                     |

### 3.ª Eliminatória - Zona Norte Série C
| 3.ª Eliminatória - Zona Norte Série C | 3.ª Eliminatória - Zona Norte Série C | 3.ª Eliminatória - Zona Norte Série C | 3.ª Eliminatória - Zona Norte Série C | 3.ª Eliminatória - Zona Norte Série C |
| ------------------------------------- | ------------------------------------- | ------------------------------------- | ------------------------------------- | ------------------------------------- |
| AD Vagos / Primelux – GRI Brandoense  | 75 – 78                               |                                       | –                                     | –                                     |

### 2.ª Eliminatória - Zona Sul Série D
| 2.ª Eliminatória - Zona Sul Série D  | 2.ª Eliminatória - Zona Sul Série D | 2.ª Eliminatória - Zona Sul Série D | 2.ª Eliminatória - Zona Sul Série D | 2.ª Eliminatória - Zona Sul Série D |
| ------------------------------------ | ----------------------------------- | ----------------------------------- | ----------------------------------- | ----------------------------------- |
| RC Vale Cavala – Basket Almada Clube | 38 – 81                             |                                     | –                                   | –                                   |

### 2.ª Eliminatória - Zona Sul Série C
| 2.ª Eliminatória - Zona Sul Série C | 2.ª Eliminatória - Zona Sul Série C | 2.ª Eliminatória - Zona Sul Série C | 2.ª Eliminatória - Zona Sul Série C | 2.ª Eliminatória - Zona Sul Série C |
| ----------------------------------- | ----------------------------------- | ----------------------------------- | ----------------------------------- | ----------------------------------- |
| Algés – Academia do Lumiar          | 85 – 90                             |                                     | –                                   | –                                   |

### 2.ª Eliminatória - Zona Sul Série B
| 2.ª Eliminatória - Zona Sul Série B | 2.ª Eliminatória - Zona Sul Série B | 2.ª Eliminatória - Zona Sul Série B | 2.ª Eliminatória - Zona Sul Série B | 2.ª Eliminatória - Zona Sul Série B |
| ----------------------------------- | ----------------------------------- | ----------------------------------- | ----------------------------------- | ----------------------------------- |
| NB Queluz – Basket Loures           | 101 – 47                            |                                     | –                                   | –                                   |

### 2.ª Eliminatória - Zona Sul Série A
| 2.ª Eliminatória - Zona Sul Série A | 2.ª Eliminatória - Zona Sul Série A | 2.ª Eliminatória - Zona Sul Série A | 2.ª Eliminatória - Zona Sul Série A | 2.ª Eliminatória - Zona Sul Série A |
| ----------------------------------- | ----------------------------------- | ----------------------------------- | ----------------------------------- | ----------------------------------- |
| SCMarinhense – Física Torres Vedras | 62 – 57                             |                                     | –                                   | –                                   |

### 2.ª Eliminatória - Zona Norte Série C
| 2.ª Eliminatória - Zona Norte Série C | 2.ª Eliminatória - Zona Norte Série C | 2.ª Eliminatória - Zona Norte Série C | 2.ª Eliminatória - Zona Norte Série C | 2.ª Eliminatória - Zona Norte Série C |
| ------------------------------------- | ------------------------------------- | ------------------------------------- | ------------------------------------- | ------------------------------------- |
| AD Vagos / Primelux – Galitos/WEBER   | 72 – 58                               |                                       | GRI Brandoense – Olivais FC           | 61– 51                                |

### 2.ª Eliminatória - Zona Norte Série B
| 2.ª Eliminatória - Zona Norte Série B | 2.ª Eliminatória - Zona Norte Série B | 2.ª Eliminatória - Zona Norte Série B | 2.ª Eliminatória - Zona Norte Série B | 2.ª Eliminatória - Zona Norte Série B |
| ------------------------------------- | ------------------------------------- | ------------------------------------- | ------------------------------------- | ------------------------------------- |
| ACA/Terra do Brinquedo – GDB Leça     | 61 – 65                               |                                       | Fides GondoBasket – FC Gaia           | 53 – 71                               |

### 2.ª Eliminatória - Zona Norte Série A
| 2.ª Eliminatória - Zona Norte Série A     | 2.ª Eliminatória - Zona Norte Série A | 2.ª Eliminatória - Zona Norte Série A | 2.ª Eliminatória - Zona Norte Série A | 2.ª Eliminatória - Zona Norte Série A |
| ----------------------------------------- | ------------------------------------- | ------------------------------------- | ------------------------------------- | ------------------------------------- |
| FAC / Crédito Agrícola – CDC Juv. Pacense | 75 – 46                               |                                       | SC Braga – CDJR                       | 77 – 53                               |

### 1.ª Eliminatória - Zona Sul Série D
| 1.ª Eliminatória - Zona Sul Série D         | 1.ª Eliminatória - Zona Sul Série D | 1.ª Eliminatória - Zona Sul Série D | 1.ª Eliminatória - Zona Sul Série D | 1.ª Eliminatória - Zona Sul Série D |
| ------------------------------------------- | ----------------------------------- | ----------------------------------- | ----------------------------------- | ----------------------------------- |
| SCS/NunoMesquitaPires – Basket Almada Clube | 51 – 72                             |                                     | –                                   | –                                   |

### 1.ª Eliminatória - Zona Sul Série C
| 1.ª Eliminatória - Zona Sul Série C | 1.ª Eliminatória - Zona Sul Série C | 1.ª Eliminatória - Zona Sul Série C | 1.ª Eliminatória - Zona Sul Série C | 1.ª Eliminatória - Zona Sul Série C |
| ----------------------------------- | ----------------------------------- | ----------------------------------- | ----------------------------------- | ----------------------------------- |
| Salesianos OSJ – Academia do Lumiar | 60 – 81                             |                                     | Nacional Natação – Algés            | 52 – 80                             |

### 1.ª Eliminatória - Zona Sul Série B
| 1.ª Eliminatória - Zona Sul Série B | 1.ª Eliminatória - Zona Sul Série B | 1.ª Eliminatória - Zona Sul Série B | 1.ª Eliminatória - Zona Sul Série B | 1.ª Eliminatória - Zona Sul Série B |
| ----------------------------------- | ----------------------------------- | ----------------------------------- | ----------------------------------- | ----------------------------------- |
| Basket Loures – GDEMAM / NOVACIGÁS  | 66 – 57                             |                                     | NB Queluz – SIMECQ                  | 71 – 39                             |

### 1.ª Eliminatória - Zona Sul Série A
| 1.ª Eliminatória - Zona Sul Série A | 1.ª Eliminatória - Zona Sul Série A | 1.ª Eliminatória - Zona Sul Série A | 1.ª Eliminatória - Zona Sul Série A | 1.ª Eliminatória - Zona Sul Série A |
| ----------------------------------- | ----------------------------------- | ----------------------------------- | ----------------------------------- | ----------------------------------- |
| S.C. Marinhense – CN Abrantes       | 80 – 44                             |                                     | –                                   | –                                   |

### 1.ª Eliminatória - Zona Norte Série C
| 1.ª Eliminatória - Zona Norte Série C | 1.ª Eliminatória - Zona Norte Série C | 1.ª Eliminatória - Zona Norte Série C | 1.ª Eliminatória - Zona Norte Série C | 1.ª Eliminatória - Zona Norte Série C |
| ------------------------------------- | ------------------------------------- | ------------------------------------- | ------------------------------------- | ------------------------------------- |
| CAD-ACB – Olivais FC                  | 48 – 73                               |                                       | Galitos/WEBER – SANGALHOS/ABTF-Betão  | 56 – 52                               |

### 1.ª Eliminatória - Zona Norte Série B
| 1.ª Eliminatória - Zona Norte Série B      | 1.ª Eliminatória - Zona Norte Série B | 1.ª Eliminatória - Zona Norte Série B           | 1.ª Eliminatória - Zona Norte Série B | 1.ª Eliminatória - Zona Norte Série B |
| ------------------------------------------ | ------------------------------------- | ----------------------------------------------- | ------------------------------------- | ------------------------------------- |
| Salesianos/Pad.Ribeiro – Fides GondoBasket | 57 – 66                               | ACA/Terra do Brinquedo – Clube 5Basket /SVSilva | 86 – 74                               |                                       |
| GDB Leça – Guifões S.C                     | 88 – 82                               |                                                 | –                                     | –                                     |

### 1.ª Eliminatória - Zona Norte Série A
| 1.ª Eliminatória - Zona Norte Série A | 1.ª Eliminatória - Zona Norte Série A | 1.ª Eliminatória - Zona Norte Série A | 1.ª Eliminatória - Zona Norte Série A | 1.ª Eliminatória - Zona Norte Série A |
| ------------------------------------- | ------------------------------------- | ------------------------------------- | ------------------------------------- | ------------------------------------- |
| CD Póvoa – FAC / Crédito Agrícola     | 53 – 61                               |                                       | SC Braga – Basquete de Barcelos       | 91 – 73                               |
| CDJR – Juvemaia-ACDC                  | 75 – 54                               |                                       | –                                     | –                                     |